# Iwan Borysykewycz
Iwan Borysykewycz (ur. 1815 w Uwisłej, zm. 30 stycznia 1892 w Wiedniu) – ukraiński prawnik, ziemianin (właściciel części dóbr) w Uwisłej, działacz społeczny i kulturalny.

## Życiorys
W 1848 był zastępcą przewodniczącego Głównej Rady Ruskiej. Uczestniczył w Zjeździe Słowiańskim w Pradze jako delegat Rady, był jednym z organizatorów Soboru Ruśkych Uczenych. Działacz t-wa „Proswita”.
Poseł do Sejmu krajowego Galicji I i II kadencji, wybrany w IV kurii obwodu Czortków, z okręgu wyborczego Kopyczyńce-Husiatyn.

## Literatura
- Енциклопедія українознавства, Lwów 1993, t. 1, s. 159
- „Wykaz Członków Sejmu krajowego królestwa Galicyi i Lodomeryi, tudzież wielkiego xięstwa Krakowskiego 1863”, Lwów 1863
- Stanisław Grodziski – „Sejm Krajowy Galicyjski 1861-1914”, Wydawnictwo Sejmowe, Warszawa 1993, ISBN 83-7059-052-7